# 국방FM 파워가요
《국방FM 파워가요》는 대한민국의 방송국 국방FM에서 방송하는 음악 전문 라디오 프로그램이다.

## 진행
- 피정우

## 코너 소개

### 매일코너
- 사연과 신청곡

| 국방FM 주말 프로그램     |                     |                        |
| 이전                     | 국방FM 파워가요     | 다음                   |
| 부모님 전상서            | 국방FM 파워가요     | 레이나의 건빵과 별사탕 |
| 오후 3시 55분 ~ 오후 4시 | 오후 4시 ~ 저녁 6시 | 저녁 6시 ~ 밤 8시      |
|                          |                     |                        |